# NGC 2307
NGC 2307 este o galaxie spirală situată în constelația Peștele Zburător. A fost descoperită în 30 noiembrie 1834 de către John Herschel. Se află la o distanță de 48,75 de megaparseci de Pământ.